# Клебанбик (зупинний пункт)
Клебанби́к (Клебан-Бик) — пасажирська зупинна залізнична платформа Лиманської дирекції Донецької залізниці.
Розташована на північній околиці смт Щербинівка, Бахмутський район, неподалік від с-ща Клебан-Бик, Краматорський район, Донецької області. Платформа розташована на лінії Ясинувата — Костянтинівка між станціями Кривий Торець (3 км) та Плещіївка (3 км).
На залізничній платформі зупиняються приміські поїзди.